# Eleições na Nigéria
Desde o advento da chamada Quarta República em 1999, as eleições na Nigéria costumam ocorrer periodicamente a cada 4 anos e destinam-se a escolher os membros do Poder Executivo e do Poder Legislativo a nível federal. Enquanto que nas eleições presidenciais são eleitos o presidente e o vice-presidente, nas eleições legislativas são eleitos a totalidade dos 109 senadores para o Senado da Nigéria, bem como a totalidade dos 360 deputados para a Câmara dos Representantes.

## Histórico
A primeira eleição a nível nacional realizada no país ocorreu em 1954 quando a Nigéria ainda consistia em uma possessão colonial do Reino Unido, que à época passou a conferir um maior grau de autonomia política e administrativa à sua colônia, visando conter o avanço de movimentos nacionalistas internos que lutavam pela independência. Quando esta finalmente foi concedida e reconhecida pelos britânicos em 1960, período inaugural da Primeira República, o país inicialmente adotou o sistema de governo parlamentarista, no qual o primeiro-ministro era quem detinha os poderes de chefe de governo, restando ao presidente somente as atribuições de chefe de Estado.
No entanto, com a sucessão de golpes de Estado ocorridas no país a partir da década de 1960, o país alternou períodos de ditadura militar com breves períodos de democracia. A partir do golpe de Estado de 1966, a figura do primeiro-ministro foi suspensa até ser formalmente abolida com a promulgação da Constituição de 1979 durante o breve período de existência da Segunda República, concentrando-se os poderes de políticos nas mãos do presidente da República com a adoção do sistema de governo presidencialista. Tal sistema de governo encontra-se em vigor até os dias atuais.

## Quarta República (1999–presente)
Atualmente, a Nigéria adota o sistema político pluripartidário, havendo uma miríade de partidos políticos regularizados pela Comissão Nacional Eleitoral Independente (INEC) para disputar eleições. Entretanto, o que observa-se na prática são o domínio eleitoral de 2 partidos nas eleições majoritárias: o Congresso de Todos os Progressistas (APC), de centro-esquerda, e o Partido Democrático do Povo (PDP), de centro-direita. Eventualmente um terceiro partido obtém votações em níveis significativos, porém sem demonstrar capacidade de alterar a configuração desse sistema bipartidário informal.

### Eleições presidenciais
| Candidatos                                             | Partidos                                               | Votos válidos | %     |
| ------------------------------------------------------ | ------------------------------------------------------ | ------------- | ----- |
| Olusegun Obasanjo                                      | Partido Democrático do Povo                            | 18 738 154    | 62.78 |
| Olu Falae                                              | Partido de Todos os Povos da Nigéria                   | 11 710 287    | 37.22 |
| Fonte: Comissão Nacional Eleitoral Independente (INEC) | Fonte: Comissão Nacional Eleitoral Independente (INEC) | 30 448 441    | 100.0 |

| Candidatos                                             | Partidos                                               | Votos válidos | %     |
| ------------------------------------------------------ | ------------------------------------------------------ | ------------- | ----- |
| Olusegun Obasanjo                                      | Partido Democrático do Povo                            | 24 456 140    | 61.94 |
| Muhammadu Buhari                                       | Partido de Todos os Povos da Nigéria                   | 12 710 022    | 32.19 |
| Chukwuemeka Odumegwu Ojukwu                            | Grande Aliança de Todos os Progressistas               | 1 297 445     | 3.29  |
| Fonte: Comissão Nacional Eleitoral Independente (INEC) | Fonte: Comissão Nacional Eleitoral Independente (INEC) | 38 463 607    | 100.0 |

| Candidatos                                             | Partidos                                               | Votos válidos | %     |
| ------------------------------------------------------ | ------------------------------------------------------ | ------------- | ----- |
| Umaru Yar'Adua                                         | Partido Democrático do Povo                            | 24 638 063    | 69.60 |
| Muhammadu Buhari                                       | Partido de Todos os Povos da Nigéria                   | 6 605 299     | 18.66 |
| Atiku Abubakar                                         | Congresso Ação da Nigéria                              | 2 637 848     | 7.45  |
| Orji Uzor Kalu                                         | Aliança Popular Progressista                           | 608 803       | 1.73  |
| Attahiru Bafarawa                                      | Partido Popular Democrático                            | 289 324       | 0.82  |
| Chukwuemeka Odimegwu Ojukwu                            | Aliança pela Democracia                                | 155 947       | 0.44  |
| Demais candidatos                                      | Demais partidos                                        | 353 700       | 1.30  |
| Fonte: Comissão Nacional Eleitoral Independente (INEC) | Fonte: Comissão Nacional Eleitoral Independente (INEC) | 35 288 984    | 100.0 |

| Candidatos                                             | Partidos                                               | Votos válidos | %     |
| ------------------------------------------------------ | ------------------------------------------------------ | ------------- | ----- |
| Goodluck Jonathan                                      | Partido Democrático do Povo                            | 22 495 187    | 58.87 |
| Muhammadu Buhari                                       | Congresso para a Mudança Progressista                  | 12 214 853    | 31.97 |
| Nuhu Ribadu                                            | Congresso Ação da Nigéria                              | 2 079 151     | 5.44  |
| Ibrahim Shekarau                                       | Partido de Todos os Povos da Nigéria                   | 917 012       | 2.40  |
| Demais candidatos                                      | Demais partidos                                        | 503 775       | 1.32  |
| Fonte: Comissão Nacional Eleitoral Independente (INEC) | Fonte: Comissão Nacional Eleitoral Independente (INEC) | 38 209 978    | 100.0 |

| Candidatos                                             | Partidos                                               | Votos válidos | %     |
| ------------------------------------------------------ | ------------------------------------------------------ | ------------- | ----- |
| Muhammadu Buhari                                       | Congresso de Todos os Progressistas                    | 15 424 921    | 53.96 |
| Goodluck Jonathan                                      | Partido Democrático do Povo                            | 12 853 162    | 44.96 |
| Demais candidatos                                      | Demais partidos                                        | 309 480       | 1.08  |
| Fonte: Comissão Nacional Eleitoral Independente (INEC) | Fonte: Comissão Nacional Eleitoral Independente (INEC) | 28 587 563    | 100.0 |

| Candidatos                                             | Partidos                                               | Votos válidos | %     |
| ------------------------------------------------------ | ------------------------------------------------------ | ------------- | ----- |
| Muhammadu Buhari                                       | Congresso de Todos os Progressistas                    | 15 191 847    | 55.60 |
| Atiku Abubakar                                         | Partido Democrático do Povo                            | 11 262 978    | 41.22 |
| Demais candidatos                                      | Demais partidos                                        | 869 748       | 3.18  |
| Fonte: Comissão Nacional Eleitoral Independente (INEC) | Fonte: Comissão Nacional Eleitoral Independente (INEC) | 27 324 573    | 100.0 |